# Liga Nacional de Fútbol (Guinea Equatoriale)
La Liga Nacional de Fútbol, già nota come Primera Divisíon de Honor, è il massimo torneo calcistico della Guinea Equatoriale, istituito nel 1979.
Prima dell'indipendenza esistevano nel paese due campionati separati, uno per gli europei (European League) e uno per i locali (Liga Indigenas).

## Albo d'oro
- 1979:  Real Rebola
- 1980:  Deportivo Mongomo
- 1981:  Atlético Malabo
- 1982:  Atlético Malabo
- 1983:  Dragón
- 1984:  Sony Elá Nguema
- 1985:  Sony Elá Nguema
- 1986:  Sony Elá Nguema
- 1987:  Sony Elá Nguema
- 1988:  Sony Elá Nguema
- 1989:  Sony Elá Nguema
- 1990:  Sony Elá Nguema
- 1991:  Sony Elá Nguema
- 1992:  Akonangui
- 1993: Sconosciuto
- 1994: Sconosciuto
- 1995: Sconosciuto
- 1996:  Cafe Bank Sportif
- 1997:  Deportivo Mongomo
- 1998:  Sony Elá Nguema
- 1999:  Akonangui
- 2000:  Sony Elá Nguema
- 2001:  Akonangui
- 2002:  Sony Elá Nguema
- 2003:  Atlético Malabo
- 2004:  Renacimiento
- 2005:  Renacimiento
- 2006:  Renacimiento
- 2007:  Renacimiento
- 2008:  Akonangui
- 2009:  Sony Elá Nguema
- 2010:  Deportivo Mongomo
- 2011:  Sony Elá Nguema
- 2012:  Sony Elá Nguema
- 2013:  Akonangui
- 2014:  Sony Elá Nguema
- 2015:  Racing de Micomeseng
- 2015-2016:  Sony Elá Nguema
- 2017:  Leones Vegetarianos
- 2018:  Leones Vegetarianos
- 2018-2019:  Cano Sport
- 2019-2020: cancellata[1]
- 2020-2021: non disputato
- 2021-2022:  Deportivo Mongomo
- 2022-2023:  Dragón
- 2023-2024:  Deportivo Mongomo
- 2024-2025:  Fundación Bata

## Vittorie per squadra
| Squadra              | Città      | Vittorie | Anni                                                                                                |
| -------------------- | ---------- | -------- | --------------------------------------------------------------------------------------------------- |
| Sony Elá Nguema      | Malabo     | 16       | 1984, 1985, 1986, 1987, 1988, 1989, 1990, 1991, 1998, 2000, 2002, 2009, 2011, 2012, 2014, 2015-2016 |
| Akonangui            | Ebebiyín   | 5        | 1992, 1999, 2001, 2008, 2013                                                                        |
| Deportivo Mongomo    | Mongomo    | 5        | 1980, 1997, 2010, 2022, 2024                                                                        |
| Renacimiento         | Malabo     | 4        | 2004, 2005, 2006, 2007                                                                              |
| Atlético Malabo      | Malabo     | 3        | 1981, 1982, 2003                                                                                    |
| Leones Vegetarianos  | Malabo     | 2        | 2017, 2018                                                                                          |
| Dragón               | Bata       | 2        | 1983, 2023                                                                                          |
| Cafe Bank Sportif    | Malabo     | 1        | 1996                                                                                                |
| Cano Sport           | Malabo     | 1        | 2018-2019                                                                                           |
| Real Rebola          | Rebola     | 1        | 1979                                                                                                |
| Racing de Micomeseng | Micomeseng | 1        | 2015                                                                                                |
| Fundación Bata       | Bata       | 1        | 2025                                                                                                |